# Gigantopecten gigas
Espèce
Gigantopecten gigas est une espèce éteinte de mollusques bivalves de la famille des Pectinidae. Elle était connue aussi sous le nom de Pecten gigas.

## Confusion
Madeleine Bongrain indique en 2013 que Pecten gigas a « souvent été confondu avec diverses espèces de grands pectinidés néogènes ». Pecten gigas est en fait un Gigantopecten et n'appartient donc pas au même genre que Flabellipecten solarium, avec lequel il a été souvent confondu. Elle souligne que « les trois espèces sont bien distinctes et, de plus, Flabellipecten solarium et Gigantopecten gigas sont bien séparés dans le temps et dans l’espace ».
À ce propos, elle indique un véritable imbroglio. Une partie de l'erreur est commise par Rudolf Hoernes qui assimile Flabellipecten solarium, espèce du Miocène moyen (Serravallien moyen à supérieur) des faluns d'Anjou, de Touraine et de Bretagne, Pecten gigas, à celle du Miocène inférieur (Eggenburgien) de Bavière et du bassin de Vienne, Gigantopecten gigas.

## Description
Charles Armand Picquenard indique en 1922 que « ce type est représenté dans la plupart des gisements en Bretagne par de très grands et très beaux échantillons (15 à 20 centimètres). Chez ce Pecten, les côtes bien saillantes pour la plupart sont en moyenne au nombre de 12 : elles sont séparées par des intervalles généralement à peine plus larges qu'elles. Elles ne portent pas de stries longitudinales ; il n'y a pas de costules dans les intervalles, mais seulement une fine ornementation formée de stries transversales. Cette espèce a le test solide, pesant; elle a un aspect très caractéristique. »

## Bretagne
La Conchyliologie du miocène moyen la cite de Saint-Juvat, du Quiou, d'Evran, de La Chaussairie, Saint-Grégoire, Feins, et Gahard.